# Antón Paz
Antón Paz Blanco, né le 8 août 1976 à Madrid, est un skipper espagnol. Avec son partenaire Fernando Echavarri, il remporte la médaille d'or aux Jeux olympiques d'été de 2008 à Pékin. Les deux ont aussi concouru aux Jeux olympiques d'été de 2004 à Athènes, où ils ont terminé huitième. Il est originaire de Vilagarcía de Arousa en Galice en Espagne.